# Grosser Preis des Kantons Aargau 2022
Il Grosser Preis des Kantons Aargau 2022, cinquantottesima edizione della corsa, valevole come evento dell'UCI Europe Tour 2022 categoria 1.1, si è svolto il 10 giugno 2022 su un percorso di 173,8 km, con partenza e arrivo a Leuggern, in Svizzera. La vittoria è stata appannaggio dello svizzero Marc Hirschi, il quale ha completato il percorso in 4h14'05" alla media di 41,042 km/h, precedendo il tedesco Maximilian Schachmann e il danese Andreas Kron.
Sul traguardo di Leuggern 80 ciclisti, dei 148 partiti dalla medesima località, hanno portato a termine la competizione.

## Squadre partecipanti
| N.      | Cod. | Squadra                  |
| ------- | ---- | ------------------------ |
| 1-7     | BOH  | Bora-Hansgrohe           |
| 11-17   | TBV  | Bahrain Victorious       |
| 21-27   | COF  | Cofidis                  |
| 31-37   | ACT  | AG2R Citroën Team        |
| 41-47   | IPT  | Israel-Premier Tech      |
| 51-57   | LTS  | Lotto Soudal             |
| 61-67   | BEX  | Team BikeExchange        |
| 73-77   | TFS  | Trek-Segafredo           |
| 81-87   | UAD  | UAE Team Emirates        |
| 91-97   | IWG  | Intermarché-Wanty-Gobert |
| 101-107 | HPM  | Human Powered Health     |
| 111-117 | ARK  | Team Arkéa-Samsic        |

| N.      | Cod. | Squadra                       |
| ------- | ---- | ----------------------------- |
| 121-127 | TEN  | TotalEnergies                 |
| 131-137 | CHE  | Svizzera                      |
| 141-147 | EFD  | EF Education-NIPPO Dev. Team  |
| 151-157 | MGK  | MG.K Vis Colors for Peace VPM |
| 161-167 | PUS  | P&S Benotti                   |
| 171-177 | RNR  | Rad-Net Rose Team             |
| 181-187 | SVL  | Saris Rouvy Sauerland Team    |
| 191-197 | COR  | Team Corratec                 |
| 201-207 | LKH  | Team Lotto-Kern Haus          |
| 211-217 | VBG  | Team Vorarlberg               |
| 221-227 | TUD  | Tudor Pro Cycling Team        |

## Ordine d'arrivo (Top 10)
| Pos. | Corridore             | Squadra     | Tempo    |
| ---- | --------------------- | ----------- | -------- |
| 1    | Marc Hirschi          | UAE         | 4h14'05" |
| 2    | Maximilian Schachmann | Bora        | s.t.     |
| 3    | Andreas Kron          | Lotto       | s.t.     |
| 4    | Lorenzo Rota          | Intermarché | s.t.     |
| 5    | Georg Zimmermann      | Intermarché | s.t.     |
| 6    | Clément Champoussin   | AG2R        | a 2"     |
| 7    | Sylvain Moniquet      | Lotto       | a 10"    |
| 8    | Anthony Turgis        | TotalEnerg. | a 21"    |
| 9    | Matteo Trentin        | UAE         | a 23"    |
| 10   | Diego Ulissi          | UAE         | s.t.     |